# CFO XIV
Die Lokomotiven der Reihe XIV der Compagnie des Chemins de fer Orientaux (CFO), in Deutschland auch Orientbahn genannt, waren zweizylindrige Heißdampf-Schnellzuglokomotiven mit der „Prairie“ genannten Achsfolge 1'C1', welche ab 1911 von Hanomag an die CFO geliefert wurden. Es waren die letzten Schnellzuglokomotiven der CFO und bei der Aufteilung des CFO-Rollmaterials verblieben sie in Griechenland.

## Geschichte
Nach den insgesamt sechs 2'C-n4v-Schnellzuglokomotiven der Reihen CFO VIII von 1897 und CFO IX von 1908 beschaffte die CFO ab 1911 als ihre letzten reinen Schnellzuglokomotiven für den hochwertigen Reisezugverkehr die vier Lokomotiven der Reihe XIV. Die ersten drei mit den Nummern 71–73 wurden 1911 von Hanomag unter den Fabriknummern 6302 bis 6304 gebaut, 1913 folgte vom selben Hersteller die Nummer 74 mit der Fabriknummer 6845.
Nach dem Ersten Weltkrieg und dem Griechisch-Türkischen Krieg (1919–1922) war eine Lösung der komplizierten Grenz-, Eigentums- und Betriebsverhältnisse der CFO erst nach dem 1923 geschlossenen Vertrag von Lausanne möglich. Nun lag ein Teil des CFO-Netzes auf griechischem und ein Teil auf türkischem Territorium. 1929 übernahm die Compagnie de Chemin de fer Franco-Hellenique (CFFH) den auf griechischem Gebiet liegenden Abschnitt der CFO-Hauptstrecke Istanbul – Edirne – Svilengrad ab Pythion mit dem auf türkischem Gebiet liegenden Teilstück bei Edirne und die Zweigstrecke Pythion – Alexandroupoli (bis 1920 Dedeagatsch). Dabei übernahm sie 17 Lokomotiven der CFO unter Beibehaltung der Nummern, darunter alle vier Exemplare der Reihe XIV.
1955 wurde die CFFH verstaatlicht. Die griechische Staatsbahn Sidirodromoi Ellinikou Kratos (SEK) übernahm die Lokomotiven als Reihe Ζε (Zeta-epsilon) mit den Nummern 333 bis 336. Nach anderen Angaben erhielten sie die Reihe Εδ (Epsilon-delta) und die Nummern 251 bis 254. Evtl. war eine Lokomotive schon ausgemustert und die anderen erhielten die Reihe Ζε oder Ζγ (Zeta-gamma) und die Nummern 331 bis 333.
1976 waren die Lokomotiven schon längere Zeit ausgemustert.

## Technik
Die für 85 km/h zugelassenen Maschinen hatten 1640 mm große Kuppelräder. Die als Adamsachsen ausgeführten Laufachsen waren um je 65 mm seitenverschiebbar. Der Überhitzer hatte eine Heizfläche von 39 m².